# Ridott Township
Ridott Township est un township du comté de Stephenson dans l'Illinois, aux États-Unis,. En 2010, le township comptait une population de 1 451 habitants. Il est nommé d'après l'un des premiers colons et comprend les villages de Ridott (anciennement Cochranville) et German Valley. Entre les deux, la U.S. Route 20 (ayant une jonction avec la rue South Rock City Road à Ridott Corner) et le chemin der fer entre Chicago et Freeport traversent le territoire du township.

## Source de la traduction
- (en) Cet article est partiellement ou en totalité issu de l’article de Wikipédia en anglais intitulé « Ridott Township, Stephenson County, Illinois » (voir la liste des auteurs).